# 十二诸侯年表
十二诸侯年表是司马迁所作《史记》的卷十四，位于三代世表和六国年表之间，是自西周共和元年（前841年）至东周周敬王四十三年（前477年）之间周和鲁、齐、晋、秦、楚、宋、卫、陈、蔡、曹、郑、燕、吴十三个诸侯国的年表。

## 定名争议
十二诸侯年表虽然记载了除周以外的十三个诸侯国，但年表只以“十二诸侯”为名，究竟排除了哪一个诸侯国，有殊吴说、殊秦说、殊鲁说等不同学说。
殊吴说认为，十二诸侯不包含吴国，因为吴为夷狄，而且在这一时期的晚期才崛起，因此司马迁将这一部分以其余的十二个诸侯国为名。
殊秦说认为，因秦国后来统一六国，地位特殊，所以十二诸侯并不包含秦国。
殊鲁说认为，十二诸侯不含鲁国，因为年表中鲁国被排在周之后，为十三诸侯之首，这是为了独尊作《春秋》的鲁国的孔子。

## 年表收录诸侯
以下按年表顺序（除周以外）：
| 国名 | 国姓 | 建立时间 | 灭亡时间 | 开国君主 | 开国君主身份         | 灭于何国   | 史记出处            | 爵位 |
| ---- | ---- | -------- | -------- | -------- | -------------------- | ---------- | ------------------- | ---- |
| 鲁   | 姬姓 | B1043    | B256     | 鲁伯禽   | 周武王四弟周公旦之子 | 楚         | 《史记.鲁周公世家》 | 侯爵 |
| 齐   | 姜姓 | B1045    | B386     | 齐太公   | 开国功臣             | 田齐       | 《史记.齐太公世家》 | 侯爵 |
| 晋   | 姬姓 | B1033    | B376     | 唐叔虞   | 周武王三子           | 韩、赵、魏 | 《史记.晋世家》     | 侯爵 |
| 秦   | 嬴姓 | B905     | B207     | 秦非子   | 恶来五世孙           | 西楚       | 《史记. 秦本纪》    | 伯爵 |
| 楚   | 芈姓 | B1042    | B223     | 楚熊绎   | 帝颛顼后裔           | 秦         | 《史记.楚世家》     | 子爵 |
| 宋   | 子姓 | ？       | B286     | 宋微子   | 商帝辛庶兄           | 田齐       | 《史记.宋微子世家》 | 公爵 |
| 卫   | 姬姓 | ？       | B209     | 卫康叔   | 周武王少弟           | 秦         | 《史记.卫康叔世家》 | 侯爵 |
| 陈   | 妫姓 | B1045    | B478     | 陈胡公   | 帝舜后裔             | 楚         | 《史记.陈杞世家》   | 侯爵 |
| 蔡   | 姬姓 | B1045    | B447     | 蔡叔度   | 周武王五弟           | 楚         | 《史记.管蔡世家》   | 侯爵 |
| 曹   | 姬姓 | B1045    | B487     | 曹叔振铎 | 周武王少弟           | 宋         | 《史记.管蔡世家》   | 伯爵 |
| 郑   | 姬姓 | B806     | B375     | 郑桓公   | 周宣王之弟           | 韩         | 《史记.郑世家》     | 伯爵 |
| 燕   | 姬姓 | B1045    | B222     | 燕侯克   | 周武王族人召公奭之子 | 秦         | 《史记.燕召公世家》 | 侯爵 |
| 吴   | 姬姓 | 西周初年 | B473     | 吴泰伯   | 周太王长子           | 越         | 《史记·吴太伯世家》 | 伯爵 |

## 延伸阅读
[在维基数据编辑]
 《史記/卷014》，出自司馬遷《史記》